# Шина транспортного средства

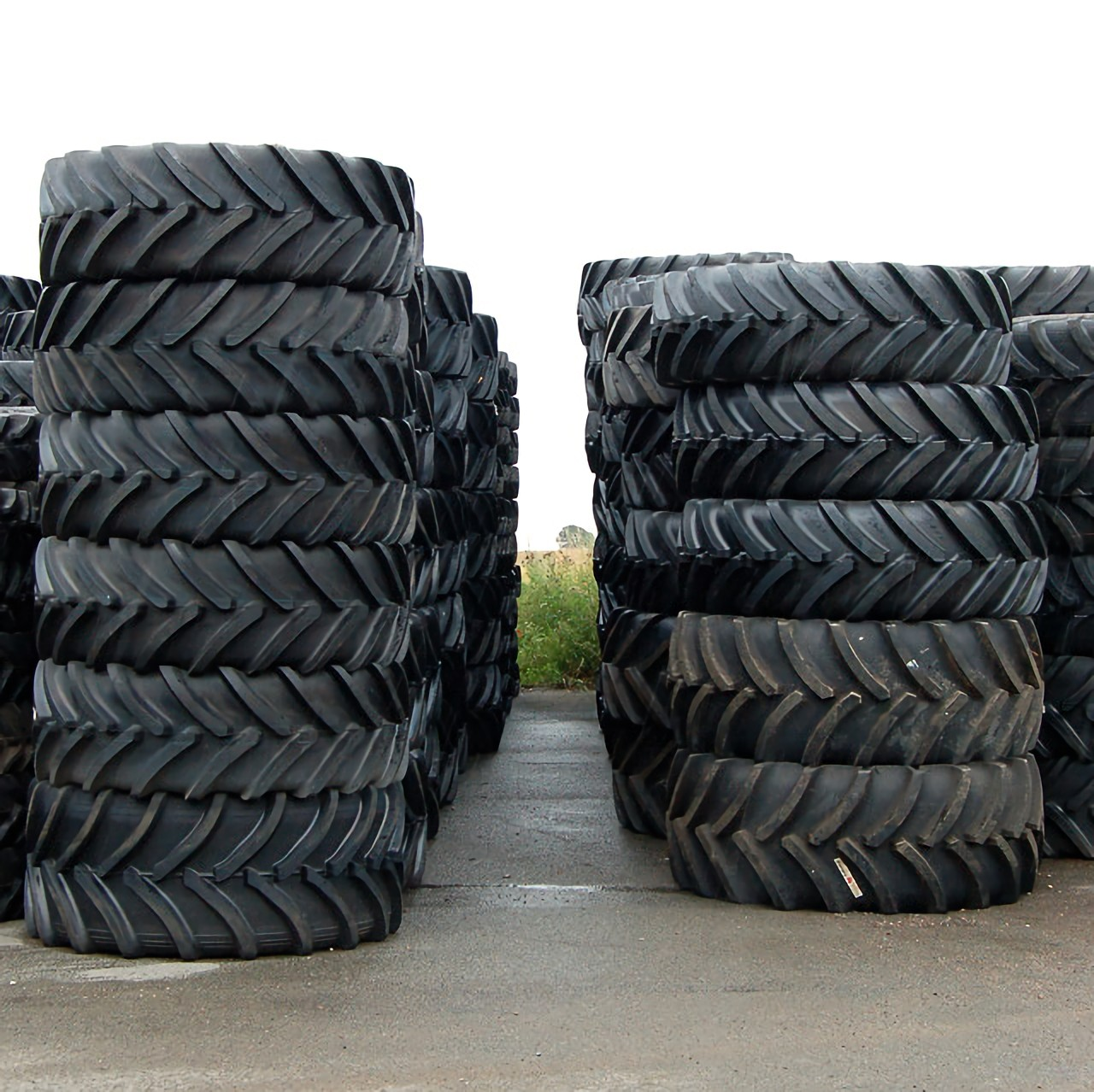
Тракторные шины

Шина — кольцеобразный компонент, который окружает обод колеса, чтобы передавать нагрузку транспортного средства от оси через колесо на землю и обеспечивать сцепление с поверхностью, по которой движется колесо. Большинство шин, например, для автомобилей и велосипедов, представляют собой пневматически надутые конструкции, которые также обеспечивают гибкую подушку, поглощающую удары, когда шина катится по неровным поверхностям. Хорошие шины обеспечивают такую площадь контакта шины с поверхностью, которая позволяет транспортному средству быть устойчивым.
Материалы современных пневматических шин — это синтетический каучук, натуральный каучук, ткань и проволока, а также технический углерод и другие химические соединения. Они состоят из протектора и корпуса. Протектор обеспечивает сцепление с дорогой, а корпус удерживает некоторое количество сжатого воздуха. До того, как была разработана резина, первые версии шин представляли собой простые металлические полосы, закрепленные на деревянных колесах для предотвращения износа. Ранние резиновые шины были сплошными (не пневматическими). Пневматические шины используются на многих типах транспортных средств, включая автомобили, велосипеды, мотоциклы, автобусы, грузовики, тяжелое оборудование и самолеты. Металлические шины по-прежнему используются на локомотивах и железнодорожных вагонах, а цельнолитые резиновые (или другие полимерные) шины по-прежнему используются в различных неавтомобильных приложениях, таких как некоторые литейщики, тележки, газонокосилки и тачки.